# 하야시 츠요시
하야시 츠요시(林剛史, 1982년 8월 15일 ~ )는 일본의 배우이다.

## 출연작

### 드라마
- 2004년~2005년 《특수전대 데카렌쟈》 토마스 호지 (호지)/데카 블루역
- 2005년 H2 너와 있던 날들
- 2005년 아스트로 구단
- 2005년 탐정 부기
- 2007년 갈릴레오 시즌1
- 2009년 에고이스트
- 2010년 형사 카모 신노스케
- 2011년~2012년 전국 남사
- 2012년 쿠로효 용과 같이 신장 2
- 2014년 루즈벨트 게임

## 영화
- 2015년 《특수전대 데카렌쟈 V시네마》 토마스 호지 (호지)/데카 블루 역